# Silvester Takač
Silvester Takač (srbskou cyrilicí Силвестер Такач; * 8. listopadu 1940, Đurđevo) je bývalý jugoslávský fotbalista srbské národnosti, útočník. Byl nejlepším střelcem Poháru mistrů evropských zemí 1971/1972. Po skončení aktivní kariéry působil jako trenér.

## Fotbalová kariéra
Hrál za FK Vojvodina Novi Sad, Stade Rennais FC a Standard Lutych. S Vojvodinou Novi Sad vyhrál v roce 1966 jugoslávskou ligu a se Standardem Lutych v letech 1970 a 1971 belgickou fotbalovou ligu. V Poháru mistrů evropských zemí nastoupil v 19 utkáních a dal 9 gólů, v Poháru vítězů pohárů nastoupil ve 2 utkáních a dal 1 gól, v Poháru UEFA nastoupil ve 3 utkáních a ve Veletržním poháru nastoupil v 8 utkáních a dal 2 góly. V roce 1960 byl členem zlaté jugoslávské reprezentace na LOH 1960, nastoupil v utkání proti Turecku. Byl členem jugoslávské reprezentace na LOH 1964, nastoupil ve 3 utkáních. Za reprezentaci Jugoslávie nastoupil v letech 1960-1966 v 15 utkáních a dal 2 góly. 

## Ligová bilance
| Ročník                          | Zápasy | Góly | Klub                  |
| ------------------------------- | ------ | ---- | --------------------- |
| Jugoslávská Prva liga 1958/1959 | 10     | 4    | FK Vojvodina Novi Sad |
| Jugoslávská Prva liga 1959/1960 | 19     | 8    | FK Vojvodina Novi Sad |
| Jugoslávská Prva liga 1960/1961 | 20     | 3    | FK Vojvodina Novi Sad |
| Jugoslávská Prva liga 1961/1962 | 20     | 5    | FK Vojvodina Novi Sad |
| Jugoslávská Prva liga 1962/1963 | 24     | 10   | FK Vojvodina Novi Sad |
| Jugoslávská Prva liga 1963/1964 | 18     | 5    | FK Vojvodina Novi Sad |
| Jugoslávská Prva liga 1964/1965 | 26     | 5    | FK Vojvodina Novi Sad |
| Jugoslávská Prva liga 1965/1966 | 30     | 13   | FK Vojvodina Novi Sad |
| Jugoslávská Prva liga 1966/1967 | 15     | 9    | FK Vojvodina Novi Sad |
| Ligue 1 1966/1967               | 18     | 9    | Stade Rennais FC      |
| Ligue 1 1967/1968               | 35     | 15   | Stade Rennais FC      |
| Ligue 1 1968/1969               | 32     | 13   | Stade Rennais FC      |
| 1. belgická liga 1969/1970      | 30     | 14   | Standard Lutych       |
| 1. belgická liga 1970/1971      | 23     | 9    | Standard Lutych       |
| 1. belgická liga 1971/1972      | 25     | 12   | Standard Lutych       |
| 1. belgická liga 1972/1973      | 25     | 8    | Standard Lutych       |
| 1. belgická liga 1973/1974      | 8      | 3    | Standard Lutych       |
| CELKEM 1. jugoslávská liga      | 182    | 62   |                       |
| CELKEM Ligue 1                  | 85     | 37   |                       |
| CELKEM 1. belgická liga         | 111    | 44   |                       |